# Кловський ліцей № 77
Кло́вський ліцей № 77 — освітній заклад з поглибленим вивченням іноземних мов у Печерському районі міста Києва. Викладання здійснюється українською та англійською мовами. Також ліцеїсти вивчають французьку та німецьку мови. У ліцеї викладають понад 20 предметів гуманітарного і природничо-математичного профілю.
У навчальному закладі діє та постійно поповнює свою експозицію музей історії Кловського ліцею, заснований у 1979 році. У ньому зібрано ексклюзивні матеріали про вчителів, випускників, учнів та їхні родини.
Кловський ліцей багато років є осередком Українського товариства Януша Корчака. У ліцеї створено єдину в Україні експозицію — музей «Пам'яті вчителя», присвячений польському лікарю, письменнику, видатному педагогу.

## Випускники
- Андрій Лідаговський — український актор, номінант премій «Кіноколо» і «Золота дзиґа».
- Угрюмова Вікторія Іларіонівна